# وودنا
وودنا (به لاتین: Łodyna) یک روستا در لهستان است که در گمینا اوستژکی دولنه واقع شده‌است.